# Церква святого великомученика Димитрія (Юр'ямпіль)
Церква святого великомученика Димитрія в Юр'ямполі — парафія і храм греко-католицької громади Борщівського деканату Бучацької єпархії Української греко-католицької церкви в селі Юр'ямпіль Чортківського району Тернопільської области.

## Історія церкви
Греко-католицька громада збудувала церкву в 1840 році. Парафія і храм належали до УГКЦ до 1946 року.
З 1946 по 1990 рік церква не діяла. У цей час віряни ходили на богослужіння до храму в сусідньому селі Королівка, який був підпорядкований РПЦ.
У 1990 році громада розділилася на греко-католицьку та православну. Храм залишився у власності православної громади, яка нині належить до ПЦУ.
Протягом кількох років греко-католицька громада проводила богослужіння під хрестом, а іноді навіть біля огорожі церковного подвір'я, оскільки православні віряни не допускали їх до храму на почергові відправи. У 1997 році парафіяни УГКЦ облаштували під богослужбову каплицю приміщення занедбаного сільського магазину.

## Парохи
- о. Аскольд,
- о. Ростислав,
- о. Роман Гриджук,
- о. Ярослав Яловіца (1994—2002),
- о. Михайло Марущак (2002—2003),
- о. Антон Федоляк (2003—2006),
- о. Володимир Капуста (2006—2009),
- о. Василь Пасовистий (адміністратор з 2009 року і донині).